# Alberts Brambats
Alberts Brambats, latvijski general, * 15. maj 1881, † 1943.